# Beverley (Royaume-Uni)
Pour les articles homonymes, voir Beverley.
Beverley est une paroisse civile, chef-lieu du Yorkshire de l'Est, en Angleterre. Elle est connue pour son abbatiale, Beverley Minster, Beverley Westwood, la porte fortifiée de North Bar (XVe siècle) et ses champs de course. Elle a donné leur nom aux villes de Beverly (Massachusetts),, et de Beverly Hills, (Californie).
La ville, qui s’appela d’abord Inderawuda, avait été fondée vers l’an 700, à l’époque du royaume de Northumbrie, par Saint Jean de Beverley. Elle fut ensuite brièvement sous domination Viking, puis fut gouvernée par la dynastie de Cerdic de Wessex: au cours de cette période, elle gagna en importance religieuse au niveau de la Grande-Bretagne. Sa prospérité s’accrut encore à l’époque normande grâce au développement de l’artisanat de la laine. Ce fut durant tout le Moyen Âge un sanctuaire religieux et aussi un carrefour commercial pour le trafic de la laine. Beverley parvint même à se hisser au dixième rang des villes les plus peuplées d'Angleterre, et l’une des plus riches grâce à sa laine et aux pèlerins qui venaient y vénérer les reliques de son fondateur, Jean de Beverley ; mais avec la Réforme, elle perdit sa stature régionale.
Au XXe siècle, Beverley était le chef-lieu de district du Borough of Beverley (1974–1996) ; c’est aujourd'hui le chef-lieu de comté de l’East Riding, située à 13 km au nord-ouest de Hull, 16 km à l'est de Market Weighton et 20 km à l'ouest de Hornsea. Selon le recensement du Royaume-Uni de 2001, la  population totale de l'agglomération de Beverley était de 29 110 habitants (dont 17 549 vivent dans le périmètre de la paroisse historique). La population de la paroisse civile était montée à 18 624 habitants au recensement de 2011.
Outre son champ de course et ses magasins, Beverley est aujourd’hui appréciée pour sa gastronomie et ses concerts, qui se tiennent tout au long de l'année.
Son abbatiale, Beverley Minster, a vu sa construction commencer vers 1225.

## Histoire

### Périodes saxonne et viking

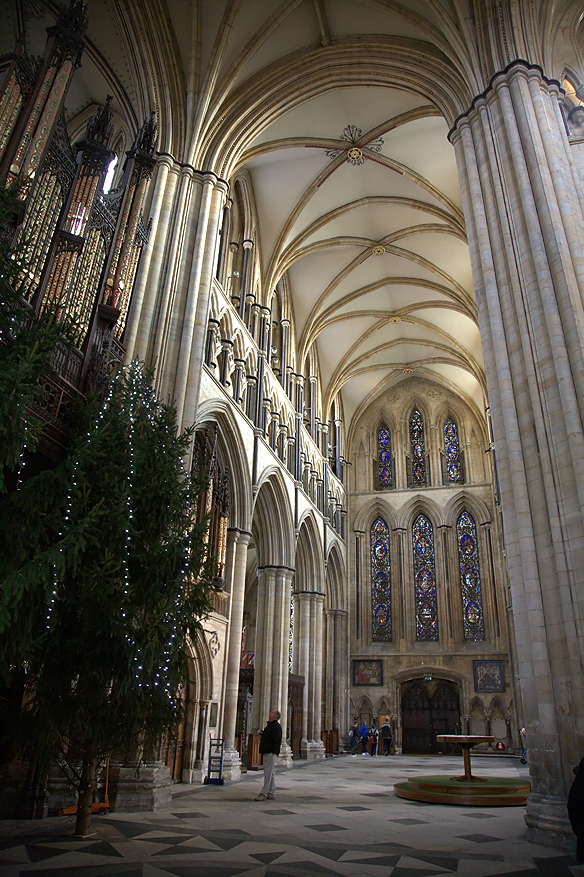
Le chœur de Beverley Minster, noyau urbain de Beverley.

Les origines de Beverley remontent à l’époque du royaume angle de Northumbrie, au VIIe siècle. Le premier édifice construit à cet endroit, appelé par les Saxons Inderawuda (c'est-à-dire in Deira's woods, « les bois de Deira »), était l'abbaye chrétienne consacrée à Jean l’Évangéliste. Elle avait été voulue par l’évêque d'York, Jean de Beverley, auquel on attribue plusieurs miracles et qui fut vénéré comme un saint. Mais vers 850, ce monastère fut abandonné en hâte, ce que les historiens attribuent à l’invasion de la Grande Armée en l'Angleterre : les Scandinaves établirent le royaume de Jórvík sur les contours du Yorkshire. Malgré l'invasion, la population de Beverley continua de croître au cours du Xe siècle grâce au rayonnement du sanctuaire de Jean de Beverley.
Le roi anglais Æthelstan se rendit à Inderawuda peu avant la bataille de Brunanburh (qui eut peut-être lieu un peu au nord de l’actuelle Beverley), pour y prier toute la nuit ; une vision lui aurait alors annoncé sa victoire : en action de grâces, il décida de promouvoir le développement du sanctuaire : au Xe siècle, la ville est mentionnée sous le nom de Bevreliċ, adaptation anglo-saxonne du toponyme brittonique Bibro-lico, c'est-à-dire « rivière aux castors », car ces rongeurs remontaient à l’époque le cours du Hull. Les trois derniers archevêques anglo-saxons d’York favorisèrent eux aussi la prospérité de Beverley en élevant le statut du monastère de Beverley pour lui donner un rang comparable à celui d’York, de Ripon et de Southwell, et le roi Édouard le Confesseur proclama Aldred seigneur du manoir de Beverley (sole Lord of the Manor of Beverley). Beverley devint un important carrefour commercial pour les laines, le cuir et tous objets faits de daim.

### La période des roi normands
Avec la conquête normande, à l’annonce des miracles des reliques de Jean, plusieurs pèlerins étaient venus s’établir à Beverley. Une bonne partie du Nord de l’Angleterre n’acceptait pas la mainmise des barons normands, et tentait de rétablir l’ordre Viking. En rétorsion, les Normands détruisirent les villes du Yorkshire, mais Beverley fut épargnée, les nouveaux maîtres du pays ayant eu vent de la réputation de ce sanctuaire. Au XIIe siècle Beverley passa d’un bourg de plusieurs milliers d’habitants à une véritable ville s’étendant en village-rue depuis la porte de North Bar au fossé de Beck. Elle obtint le statut de borough dès 1122 sous le règne de Thurstan. Son artisanat était prospère : Beverley exportait sa laine vers Gand et Ypres, aux Pays-Bas.

### Moyen-Âge: extension vers Westwood et Black Mill.
La ville fut la proie d'un grand incendie en 1188 qui détruisit de nombreuses maisons et endommagea l’abbatiale de Beverley Minster. La baronne Sybille de Valines fit donation au chevaliers Hospitaliers du manoir de la Sainte-Trinité, à l'est de Beverley, en 1201, et l'Ordre y institua une école ; toujours au XIIIe siècle le roi Henri III attribua plusieurs terres de Beverley aux frères Dominicains. Il y avait aussi dans cette ville des Franciscains. Une querelle s’éleva entre les éleveurs locaux et l’archevêque sur les droits d’usage coutumiers : les fermiers en appelèrent au roi, et l’archevêque du reconnaître les droits de vaine pâture et de panage sur Westwood et d'autres domaines.
Au cours du XIVe siècle, l’Angleterre connut diverses périodes de disette dues à des conditions météorologiques difficiles, qui eurent raison des cultures de céréales. Puis de nouveaux fléaux secouèrent la Grande-Bretagne : la Peste noire, la guerre de Cent Ans et la Révolte des paysans. Néanmoins, Beverley continuait de s'agrandir, au point de devenir la 10e plus grande ville du royaume en 1377.

### La Réforme et le déclin

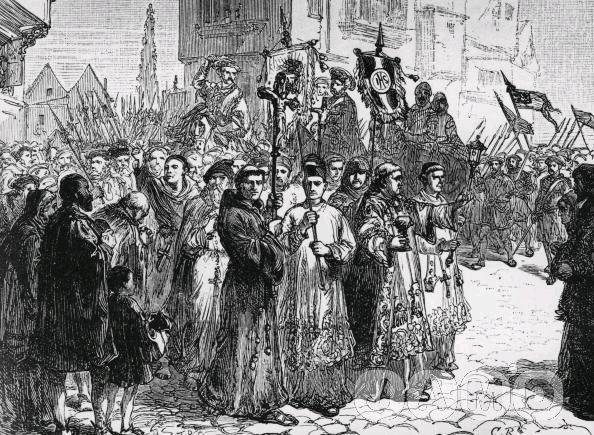
Le Pèlerinage de Grâce.

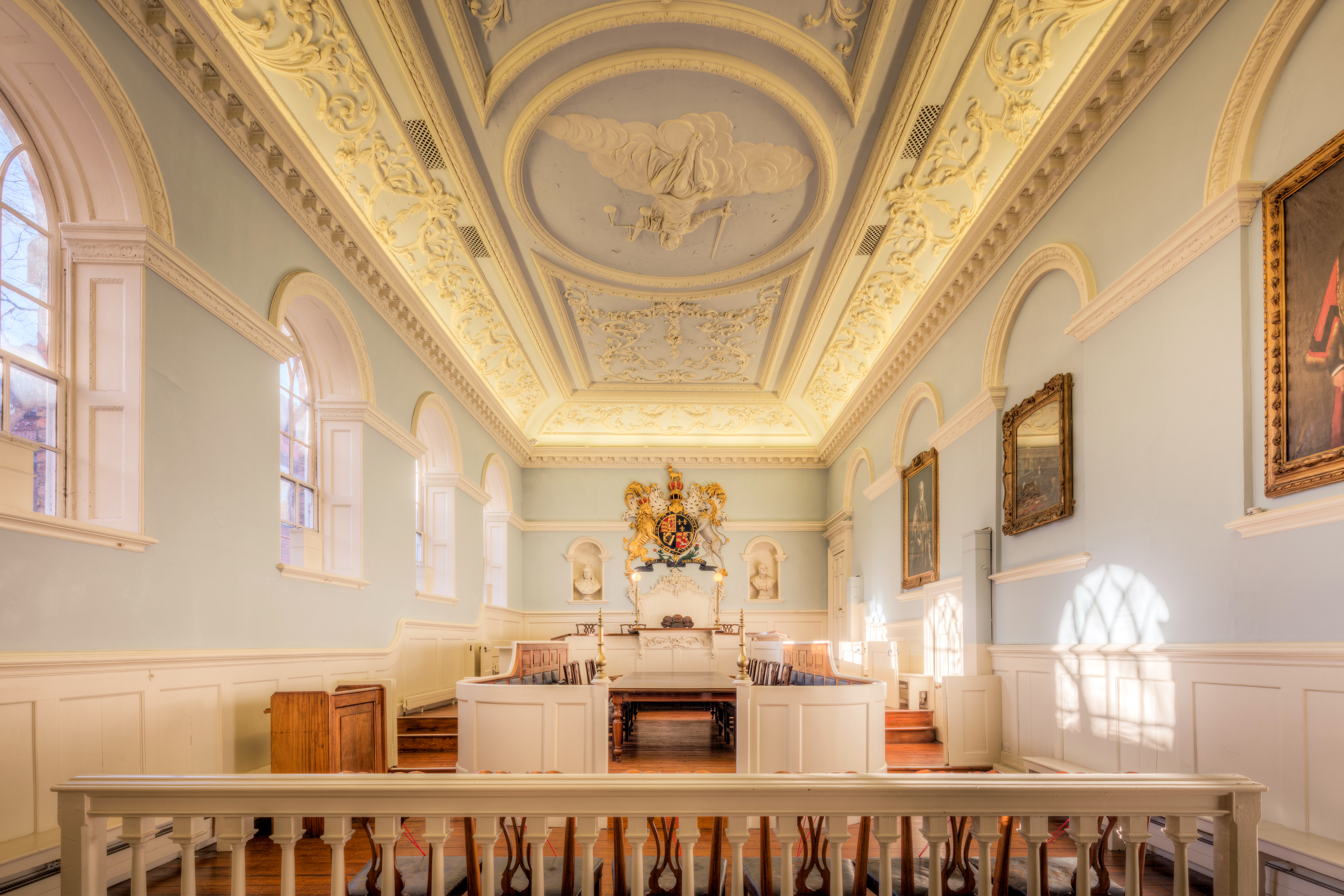
L'intérieur du Beverley Guildhall. Photo février 2018.

Beverley dépendait énormément des pèlerinages : aussi les bouleversements apportés par la Réforme allaient-ils mettre à mal cette tradition, et c’est ainsi que Beverley entama son déclin. Le Cardinal John Fisher fut torturé et exécuté en 1535 aux côtés de Thomas More pour son refus de reconnaître le roi Henri VIII comme chef de l’Église d'Angleterre. Au mois d’octobre 1536 il y eut un soulèvement populaire à Beverley : 500 hommes du village se rassemblèrent devant la porte de Westwood menés par l'avocat William Stapleton. Peu après, ils vinrent grossir les rangs des quelque 30 000 rebelles réunis à York pour le Pèlerinage de Grâce : tous s'opposaient aux décrets religieux de Henri VIII. Le roi d’Angleterre rompit avec Rome et décida la dispersion des monastères : pour Beverley, c'était la fin de la confrérie dominicaine, dont les terres furent confisquées par la Couronne ; les Templiers de Beverley devaient connaître le même sort dans les années 1540.
L'état de tension permanent dans le Nord de l'Angleterre poussa les Tudor à y déléguer le gouvernement au Conseil du Nord. John Leland, considéré comme le père de l'histoire régionale de l'Angleterre, a visité Beverley, qu'il a décrite en détail : il en estimait la population à 5 000 habitants environ. Vendu à des particuliers dans le cadre de la Sécularisation, Beverley Minster aurait disparu comme carrière de pierre, si un groupe de fidèles, mené par le riche négociant Richard Gray ne s'y était opposé. Sous le règne d'Élisabeth Ire, Beverley était représentée par un maire : le premier fut Edward Ellerker. Sous le règne des Tudor, les écarts de revenus explosèrent à cause du chômage : l'effondrement du nombre de pèlerins touchait à la fois les ouvriers et les manufacturiers.

### La guerre civile et le redressement

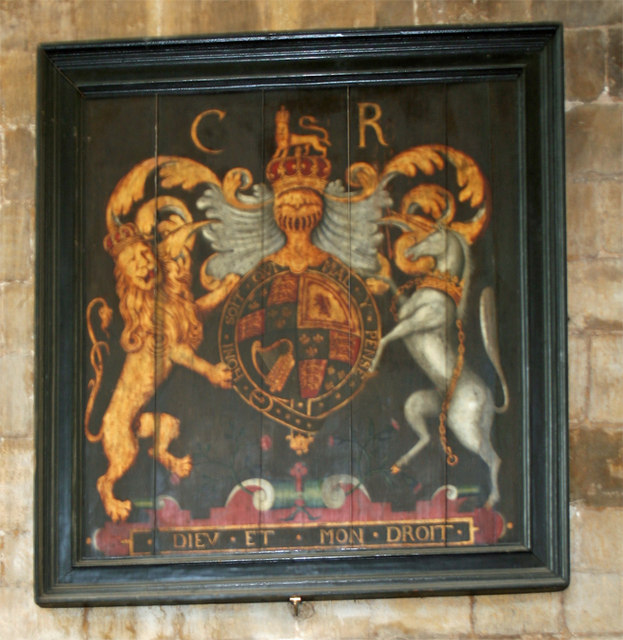
Ces armoiries de Charles II, dans l’abbatiale, témoignent de la satisfaction des bourgeois de Beverley à l’annonce de la Restauration de la monarchie.

Une nouvelle épidémie de peste en ville laissait mal augurer du XVIIe siècle. Mais sa proximité géographique avec la ville protestante de Hull allait donner à Beverley une seconde chance : en effet, au bout de quelques mois de guerre civile, Hull refusa d’accueillir Charles Ier. Contraint de se détourner de Hull, le roi passa trois semaines dans un hôtel particulier du faubourg de North Bar, où il fut reçu au son des cloches de l’église Sainte-Marie ; mais alors Beverley fut prise d’assaut par les « Têtes rondes » de Hull, forçant le roi à prendre la fuite. L’armée royaliste, commandée par William Cavendish, infligea une défaite au Républicain Thomas Fairfax : elle reprit ainsi la place de Berkeley et de là, entreprit le siège du port de Hull. Finalement, les Républicains, vainqueurs de la guerre, proclamèrent le Commonwealth d'Angleterre, firent fermer les théâtres, mirent un terme aux courses de chevaux, saccagèrent les sanctuaires catholiques et imposèrent la fermeture des brasseries le dimanche.
L’abbatiale de Beverley Minster put éviter ce destin, notamment grâce à l’influence des comtes de Percy, qui protégeaient ainsi des monuments dressés à la gloire de leurs ancêtres étaient célébrés. Les Quakers de Beverley n'eurent pas cette chance, et subirent une répression féroce de la part des Puritains. La Restauration et l’avènement de Charles II furent généralement bien reçus à Beverley : les armoiries du nouveau monarque furent apposées dans l’abbatiale et on peut encore les y voir. Le commerce de Beverley, essentiellement fondé sur l’agriculture, ne se redressa que lentement au XVIIe siècle. Sous le règne du roi Georges, Beverley devint le chef-lieu de comté des marches de l’est du Yorkshire et s’imposa comme le principal marché du pays au cours du XVIIIe siècle, reléguant ses concurrentes Pocklington, Howden et Market Weighton. Les vieux édifices à colombages, reconstruits en pierre dans le style Georgien, rehaussèrent le prestige de la ville.

### Beverley aujourd'hui

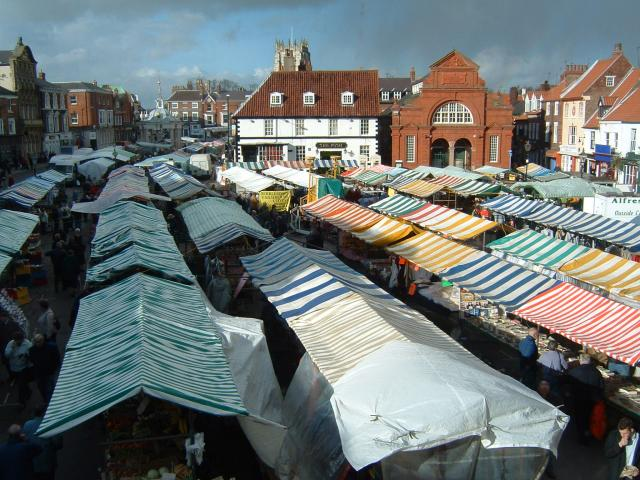
Jour de marché à Beverley.

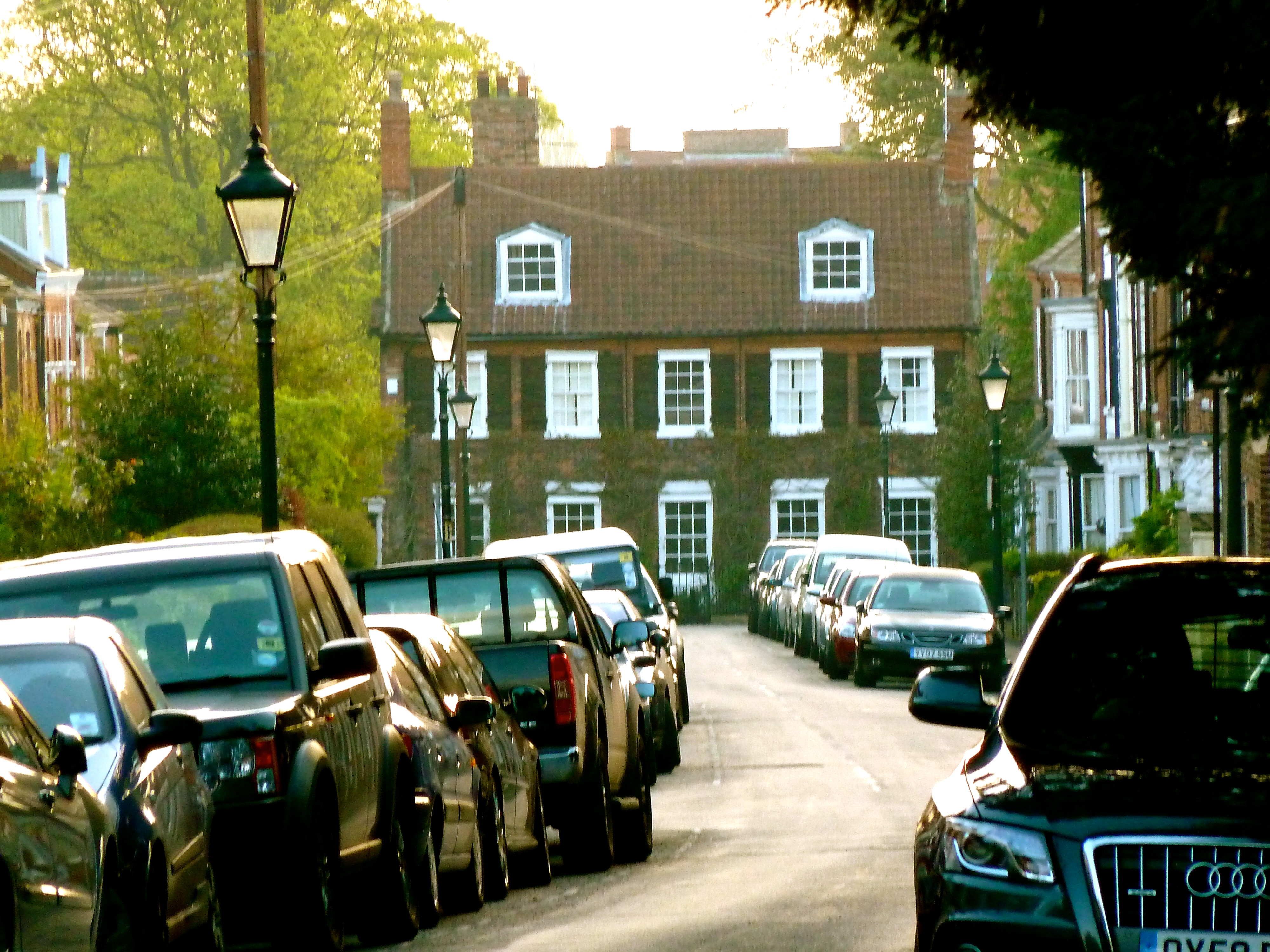
Westwood Road

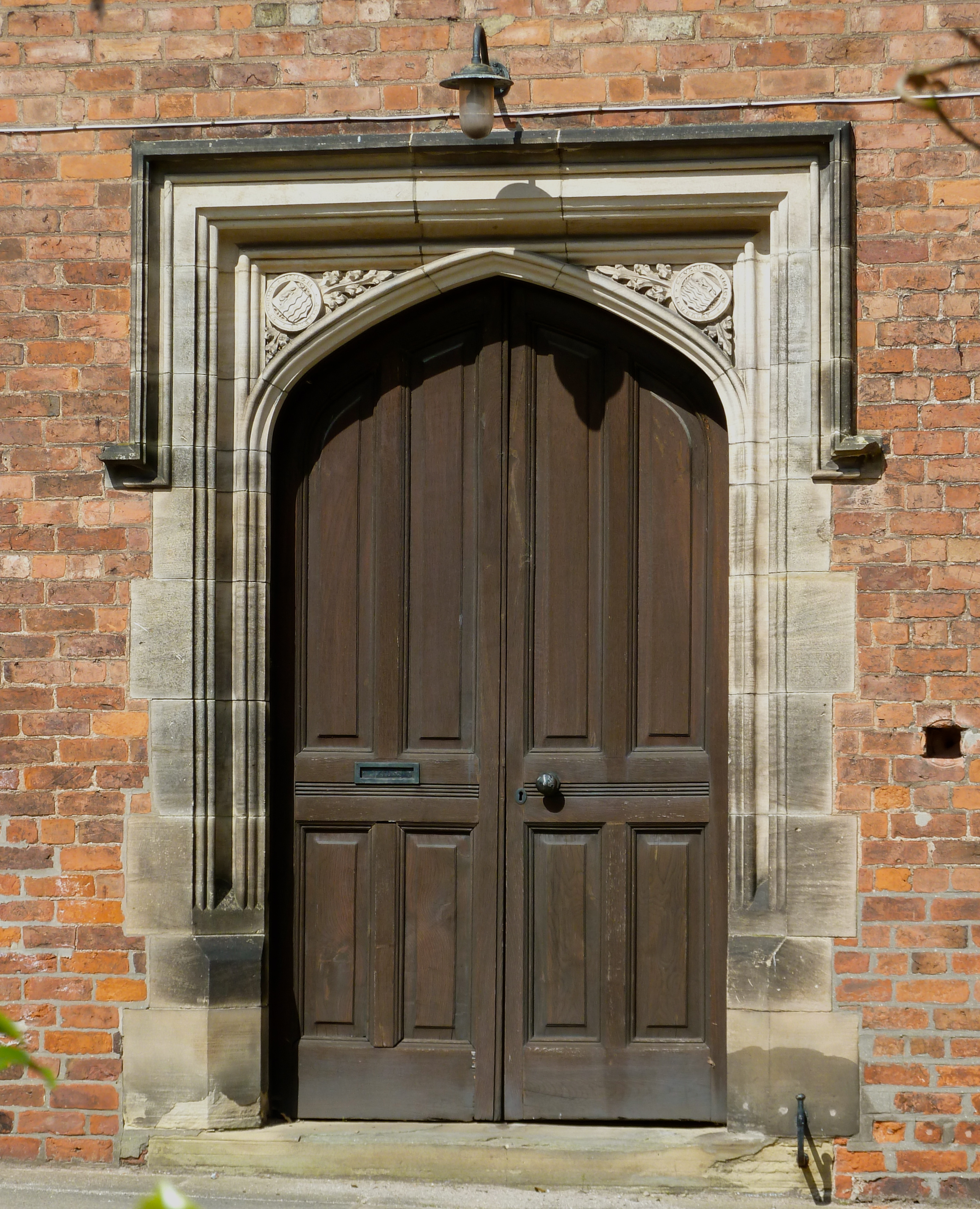
La porte de l'hospice de Westwood.

Pour accompagner la croissance urbaine et tracer les boulevards, on a abattu les portes de la ville (comme la belle porte en briques de Bars). Malgré la croissance soutenue de la population, Berkeley restait en marge du bond démographique qui, du fait de l'exode rural, affectait le reste de l'Angleterre : elle resta dans l'ombre du port voisin de Hull. Le destin de Beverley était toujours étroitement lié aux sursauts religieux tout au long du XIXe siècle : outre une majorité d'anglicans, la ville s'ouvrait aux mouvements hétérodoxes comme le Méthodisme de John Wesley ; à la faveur de l'émancipation des catholiques et du rétablissement du clergé, le diocèse de Beverley obtint en 1850 autorité sur tout le Yorkshire, avant d'être scindé en deux diocèses.
L'arrivée du chemin de fer, au mois d’octobre 1846, stimula les échanges. Malgré quelques forges, la ville se tint en marge de la Révolution industrielle, et conserva pour l'essentiel une activité agricole. En 1884, Andrew Cochrane ouvrit un chantier naval sur le Hull à Grovehill, racheté par la Sté Cook, Welton & Gemmell en 1901. Ce chantier fut le principal fabricant de chalutiers pour la flotte hauturière de Hull, puis le fournisseur de dragueurs de mines pour la Royal Navy dans les deux guerres mondiales. C'est là qu’en 1960 le chalutier Arctic Corsair, aujourd'hui exposé à Hull, fut armé. Le chantier naval a fermé ses portes en 1977 et n'est plus utilisé que pour les travaux de réparation.
La ville a abrité une caserne, le quartier Victoria, de 1878 à 1977 ; la seule présence militaire aujourd'hui est l'école militaire du Train (Normandy Barracks) à  Leconfield, à 3 km au nord. Le Royal Flying Corps avait aménagé un aérodrome à Westwood pendant la Première guerre mondiale, dont l'emplacement est aujourd'hui repris par les champs de course.
Si, au cours de la Seconde guerre mondiale, le port stratégique de Hull a été victime d'importants bombardements, Beverley a été épargnée. Depuis, le paysage urbain s'est modernisé et la ville a continué de s'agrandir : grâce à son architecture religieuse et son hippodrome, elle attire chaque année des milliers de touristes.

## Jumelages
- Nogent-sur-Oise (France) depuis 1998
- Lemgo (Allemagne) depuis 1979